# Xanthopimpla peruana
Xanthopimpla peruana là một loài tò vò trong họ Ichneumonidae.